# Pterolophia yunnana
Pterolophia yunnana là một loài bọ cánh cứng trong họ Cerambycidae.